# Їздці-іхневмоніди
Їздці-іхневмоніди (Ichneumonidae) — родина паразитичних комах надродини Ichneumonoidea підряду стебельчасточеревні (Apocrita) ряду перетинчастокрилі (Hymenoptera). Одна з найбільших родин комах, світова фауна якої налічує 60-100 тисяч видів.

## Особливості морфології імаго
Дорослі іхневмоніди найбільш крупні та помітні серед інших їздців (тіло завдовжки 2-40 мм, в деяких видів разом з яйцекладом досягає 170 мм). Забарвлення тіла від червонувато-жовтого до бурого та чорного.
Від жалячих перетинчастокрилих перш за все відрізняються довгими неколінчастими вусиками, що майже завжди мають більше ніж 16 члеників (іноді 13-15 члеників у представників деяких родів). Жвали, як правило з двома зубцями, дуже рідко з одним. Костальна та субкостальна жилки в передньому крилі злиті. Птеростигма добре виражена. Від їздців родини Braconidae відрізняються наявністю в передньому крилі 2-ї зворотної жилки (за винятком представників родів Gnypetomorpha, Neorhacodes, Sathropterus, деяких видів Mesochorus та Polyaulon).2-й та 3-й тергіти черевця з'єднані рухомо (крім Syndipnus та самок Polyaulon). Рідко крила можуть бути сильно редуковані або взагалі відсутні.

## Спосіб життя імаго та личинок
Імаго ведуть вільний спосіб життя, як правило, живляться нектаром та пилком. Зазвичай їх можна зустріти на квітах рослин із відкритими нектарниками (зонтичні, молочайні). Оскільки більшість іхневмонід потребують щоденного споживання води, ці комахи найчисельніші в місцевостях з регулярними опадами, випаданням роси, чи біля водойм. Багато їздців цієї родини активні вдень, але є види, що ведуть сутінковий та нічний спосіб життя і приваблюються світлом.
На стадії личинки їздці-іхневмоніди — паразитоїди личинок та лялечок інших комах (лускокрилі, перетинчастокрилі, мухи, жуки, сітчастокрилі, верблюдки, волохокрильці), дорослих павуків та їх яйцевих кладок. Представники деяких підродин можуть бути вторинними паразитами, заражуючи інших іхневмонід, браконід та тахін.
Багато іхневмонід відомі як ентомофаги низки видів комах-шкідників сільського та лісового господарства (садові листовійки, горностаєві молі, американський білий метелик), тому дані про їх спосіб життя та поширення можуть бути використані для вдосконалення існуючих біологічних та інтегрованих систем боротьби зі шкідниками.

## Поширення
Поширені повсюди. Загальна чисельність видів цієї родини, за деякими оцінками, може досягати 100 тисяч видів, з яких насьогодні описано понад 30 тисяч.

## Підродини
- Acaentinae
- Adelognathinae
- Agriotypinae
- Anomaloninae
- Banchinae
- Brachycyrtinae
- Campopleginae
- Collyriinae
- Cremastinae
- Cryptinae
- Ctenopelmatinae
- Cylloceriinae
- Diacritinae
- Diplazontinae
- Eucerotinae
- Ichneumoninae
- Labeninae
- Lycorininae
- Mesochorinae
- Metopiinae
- Microleptinae
- Neorhacodinae
- Ophioninae
- Orthocentrinae
- Orthopelmatinae
- Paxylommatinae
- Pedunculinae
- Phrudinae
- Pimplinae
- Poemeniinae
- Rhyssinae
- Stilbopinae
- †Tanychorinae (викопна підродина)
- Tatogastrinae
- Tersilochinae
- Tryphoninae
- Xoridinae